# Yannick Dauby
Yannick Dauby (1974) è un musicista francese.
Le sue attività principali si rivolgono alla musica concreta, la improvvisazione, la elettroacustica, la fonografia, l'installazione sonora in-situ ed il documentario audio.
Centro nevralgico dei suoi interessi sono le relazioni intercorrenti tra i mondi sonori animali e quelli degli umani.